# Grjótagjá
Grjótagjá es una cueva de lava pequeña en el país europeo de Islandia, cerca del lago Mývatn, esta posee un baño termal dentro.
En el siglo XVIII Jón Markusson vivió allí y utilizó la cueva para bañarse. Hasta la década de 1970 Grjótagjá era una zona de baño popular. Sin embargo, durante las erupciones producidas entre 1975 y 1984 la temperatura del agua subió a más de 50 °C. Aunque la temperatura poco a poco va disminuyendo y ha caído por debajo de 50 °C  de nuevo, el tomar un baño ahí aún no es posible. La cueva de lava cerca de Stóragjá está siendo utilizada como una zona de baño alternativa.